# Harry Groener

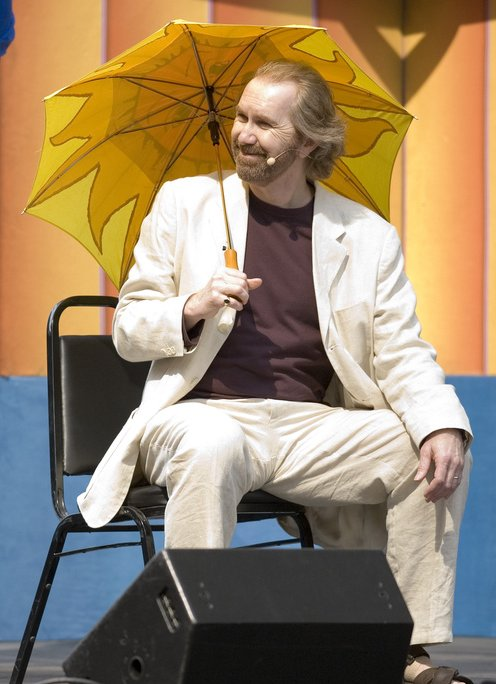
Harry Groener (2006)

Harry Groener (* 10. September 1951 in Augsburg) ist ein US-amerikanischer Filmschauspieler. Bekannt wurde er insbesondere in der Rolle des Richard Wilkins III, des dämonischen Hauptgegners in der dritten Staffel von Buffy – Im Bann der Dämonen.

## Leben
Der Sohn eines US-Soldaten und einer deutschen Frau wurde in der Besatzungszeit in Deutschland geboren. Harry Groener wuchs daher zweisprachig auf. 1953, Groener war gerade zwei Jahre alt, zog die Familie nach San Francisco, wo er später eine Ausbildung am städtischen Ballett absolvierte. Anschließend studierte er an der School of Drama der University of Washington, wo er auch einen Abschluss erlangte.
Anschließend spielte er sowohl in klassischen Theaterstücken, als auch in verschiedenen Musicalproduktionen. Für seine Leistungen in Oklahoma! (Will Parler, 1980), Cats (Munkustrap, der Anführer der Jellicles, 1983) und Crazy for You (Bobby Child, 1992) wurde er jeweils für einen Tony Award nominiert.
Heute ist Harry Groener mit der Filmschauspielerin Dawn Didawick verheiratet; die beiden haben keine Kinder.
Derzeit ist er ehrenamtliches Vorstandsmitglied des Alpine Theatre Project in Whitefish, MT.

## Filmografie (Auswahl)

### Filme
- 1980: Brubaker
- 1982: The Country Girl (Fernsehfilm)
- 1997: Amistad
- 1998: Dance with Me
- 1998: Patch Adams
- 1999: Buddy Boy
- 2001: The Day the World Ended – Tod aus dem All (The Day the World Ended, Fernsehfilm)
- 2002: Role of a Lifetime
- 2002: About Schmidt
- 2002: Road to Perdition
- 2002: Manna from Heaven
- 2003: The Mayor (Fernsehfilm)
- 2006: Krumme Geschäfte (The Last Time)
- 2007: The Happiest Day of His Life
- 2008: Beautiful Loser
- 2011: The Selling
- 2015: The Atticus Institute
- 2016: Diani & Devine Meet the Apocalypse
- 2016: A Cure for Wellness
- 2018: Eine nutzlose und dumme Geste (A Futile and Stupid Gesture)
- 2018: Delirium
- 2020: A Place Among the Dead
- 2023: Oppenheimer

### Fernsehserien
- 1985: Remington Steele (Folge 4x06)
- 1987: Chefarzt Dr. Westphall (St. Elsewhere, Folge 5x17)
- 1988: Spenser (Spenser: For Hire, Fernsehserie, Folge 3x16)
- 1988: Matlock (Folge 2x21)
- 1988–1991: Mein Lieber John (Dear John, 68 Folgen)
- 1990: Raumschiff Enterprise – Das nächste Jahrhundert (Star Trek: The Next Generation, Folge 3x20 Der Telepath)
- 1991: Zurück in die Vergangenheit (Quantum Leap, Folge 4x05)
- 1995: Law & Order (Folge 5x16 Draufgänger)
- 1996: Star Trek: Raumschiff Voyager (Star Trek: Voyager, Folge 3x07 Das Ritual)
- 1996: Caroline in the City (Folge 2x11)
- 1996–1997: Verrückt nach dir (Mad About You, 4 Folgen)
- 1997: Hör mal, wer da hämmert (Home Improvement, Folge 6x15)
- 1997: Just Shoot Me – Redaktion durchgeknipst (Just Shoot Me!, Folge 2x07)
- 1997: Murphy Brown (Folge 10x10)
- 1997/1998: Project Sleepwalker (Sleepwalkers, 2 Folgen)
- 1998–2003: Buffy – Im Bann der Dämonen (Buffy the Vampire Slayer, 14 Folgen)
- 1999: Family Law (Folge 1x11)
- 2000: Profiler (Folge 4x15)
- 2000: New York Life – Endlich im Leben! (Time of Your Life, Folge 1x11)
- 2000: Charmed – Zauberhafte Hexen (Charmed, Folge 3x06 Die Macht der Gefühle)
- 2000: Für alle Fälle Amy (Judging Amy, Folge 2x07)
- 2000, 2003: The West Wing – Im Zentrum der Macht (The West Wing, 2 Folgen)
- 2001: Hinterm Mond gleich links (3rd Rock from the Sun, Folge 6x09 Alles nur aus Liebe)
- 2001: Boston Public (Folge 1x17 Kein Pardon)
- 2001: King of the Hill (Folge 5x19 Die Gesäß-Prothese, Sprechrolle)
- 2001: Drew Carey Show (The Drew Carey Show, 2 Folgen)
- 2001: The Guardian – Retter mit Herz (The Guardian, Folge 1x09)
- 2002: Malcolm mittendrin (Malcolm in the Middle, Folge 3x08)
- 2002: Roswell (Folge 3x15)
- 2002: Philly (Folge 1x20)
- 2003–2006: Las Vegas (6 Folgen)
- 2004: Office Girl (Less Than Perfect, Folge 3x06)
- 2004: Huff – Reif für die Couch (Huff, Folge 1x02)
- 2005: Monk (Folge 3x11 Mr. Monk gegen den toten Mörder)
- 2005: Jack & Bobby (Folge 1x21)
- 2005: Star Trek: Enterprise (2 Folgen)
- 2005: Medium – Nichts bleibt verborgen (Medium, 2 Folgen)
- 2006: Bones – Die Knochenjägerin (Bones, Folge 1x10 Die Frau am Flughafen)
- 2006–2013: How I Met Your Mother (3 Folgen)
- 2007: CSI: Vegas (CSI: Crime Scene Investigation, Folge 7x16 Rückkehr mit Vorwarnung)
- 2009: Breaking Bad (Folge 2x03 Gedächtnisschwund)
- 2011: Law & Order: LA (Folge 1x20 Die Wahrheit kennt kein Vorurteil)
- 2011: The Middle (Folge 3x09 Die Aufführung)
- 2011: Once Upon a Time – Es war einmal … (Once Upon a Time, Folge 1x05 Die leise Stimme des Gewissens)
- 2012: Supernatural (Folge 7x13 Vatertag)
- 2013: The Mentalist (Folge 5x19 Cowboys und Indianer)
- 2014: Major Crimes (Folge 3x03 Das Testament)
- 2018: Young Sheldon (Folge 1x10)
- 2018: Disjointed (2 Folgen)
- 2018: Criminal Minds (Folge 13x19 Der Lebensretter)
- 2018: Modern Family (Folge 9x22 Furchtlose Helden)
- 2018: The Rookie (Folge 1x05 Jagdfieber)
- 2018: Atlanta Medical (The Resident, Folge 2x09)
- seit 2022: 9-1-1: Lone Star